# Rhyacia hampsoni
Rhyacia hampsoni is een vlinder uit de familie van de uilen (Noctuidae). De wetenschappelijke naam van de soort is voor het eerst geldig gepubliceerd in 1910 door Bang-Haas.